# Jaciment de Can Grau
Can Grau és un jaciment al municipi de Font-rubí, (l'Alt Penedès), inclòs a l'Inventari del Patrimoni Arqueològic i Paleontològic de Catalunya.
Les restes trobades durant les prospeccions estan dipositades al museu de Vilafranca del Penedès.
És tracta d'un taller lític en superfície del Mosterià que quedà cobert arran de processos naturals fins que la pròpia erosió o els treballs de conreu tornaren a posar-lo al descobert.
El taller lític en superfície, que s'està tractant, presenta una problemàtica comuna a la d'altres tallers d'aquestes vessants i glacis de la Serra del Bolet (carena Pre-litoral). Sobre un substrat mosterià que pateix tot un procés de pàtines en superfície, després es sedimenta (inclús formant sòls, com poden demostrar les crostres calcàries i el baix grau de rodament que han patit) i finalment torna a aflorar per l'erosió de la matriu sedimentària i/o per processos de llaurat dels camps. En una fase cronològica cultural posterior es torna a aprofitar el sílex tallat al mosterià com a matèria primera, i segurament torna a quedar sedimentat, per aflorar en l'actualitat.
El material recollit és poc, però una mica indicatiu: una rascadora transversal denticulada, una peça amb dues osques (directa i invertida), dues osques, i un fragment amb retocs simples. Totes aquestes peces de sílex gris-translúcid i marró-transparent, tipomètricament són adscribibles al mosterià. Al cantó d'aquests elements es veuen altres més petites de pàtina llustrosa, sílex blanc i rosat com un denticulat, una osca bastant dubtosa, un possible microburí, una biflexió i una ascla de taló pla i retocs simples profunds i directes. També es recolliren 2 nuclis (1 centrípet bifacial, 1 nòdul preparat per al seu ús com a base positiva, 4 ascles (2 corticals), així com 1 fragment i ascla de quars.